# أنتوني جون
أنتوني جون هو سياسي هندي، ولد في 1 مايو 1982 في Kothamangalam, Kerala ‏ في الهند. نشط حزبياً في الحزب الشيوعي الهندي. في 2016 Kerala Legislative Assembly election ‏، انتخب Member of the 14th Kerala Legislative Assembly ‏ عن دائرة Kothamangalam Assembly constituency ‏ وقد انضم خلال فترته النيابية ‏ (20 مايو 2016 – ) للكتلة البرلمانية Left Democratic Front ‏.